# ノーマン・クラスナー
ノーマン・クラスナー（Norman Krasna、1909年11月7日 - 1984年11月1日）は、アメリカ合衆国の劇作家、脚本家。

## 来歴
ニューヨーク・クイーンズ区出身。コロンビア大学とセント・ジョンズ大学に学ぶ。1930年代から劇作家・脚本家として活動し始め、1943年に映画『カナリヤ姫』で脚本を手がけると共に監督も務め、第16回アカデミー脚本賞を受賞した。
1984年11月1日、心筋梗塞のため74歳で死去。

## 主な作品
- アフリカは笑ふ So This Is Africa (1933)
- からくり珍裁判 Love, Honor and Oh, Baby (1933) クレジットなし
- 仮出獄の女 Parole Girl (1933) クレジットなし
- 爆弾の頬紅 Bombshell (1933) 追加執筆、クレジットなし
- 駄法螺男爵 Meet the Baron (1933)
- 世界一の金持娘 The Richest Girl in the World (1934) 原案も
- 恋のマンハッタン Romance in Manhattan (1935) 原案
- 命の雑踏 4 Hours to Kill (1935)
- 無軌道行進曲 Reckless (1935) クレジットなし
- 春を手さぐる Hands Across the Table (1935)
- 何が彼をそうさせたか It Had to Happen (1936) クレジットなし
- 妻と女秘書 Wife vs. Secretary (1936)
- 激怒 Fury (1936) 原案
- 新妻はタイピストから As Good as Married (1937) 原案
- 真人間 You and Me (1938) 原案
- ママは独身 Bachelor Mother (1939)
- ホノルル航路 It's a Date (1940)
- スミス夫妻 Mr. & Mrs. Smith (1941) 原案も
- 焔の女 The Flame of New Orleans (1941)
- カナリヤ姫 Princess O'Rourke (1943) 監督も
- パイロットの花嫁 Bride by Mistake (1944) 原案
- 恋文騒動 Dear Ruth (1947) 原作
- 恋の乱戦 John Loves Mary (1949) 原作
- 青いヴェール The Blue Veil (1951) 製作
- ブロードウェイへの2枚の切符 Two Tickets to Broadway (1951) 製作、クレジットなし
- 熱い夜の疼き Clash by Night (1952) 製作、クレジットなし
- ラスティ・メン/死のロデオ The Lusty Men (1952) 製作、クレジットなし
- ホワイト・クリスマス White Christmas (1954)
- 恋は巴里で The Ambassador's Daughter (1956) 監督、製作も
- 歓びの街角 Bundle of Joy (1956)
- 無分別 Indiscreet (1958)
- 奥様ごめんなさい Who Was That Lady? (1960) 原作・製作も
- 恋をしましょう Let's Make Love (1960)
- 青い目の蝶々さん My Geisha (1962)
- ニューヨークの休日 Sunday in New York (1963)
- 彼女は億万長者 I'd Rather Be Rich (1964)